# Biología química
La biología química es una disciplina científica que abarca los campos de la química y la biología. La disciplina implica la aplicación de técnicas químicas, análisis y, a menudo, pequeñas moléculas producidas a través de la química sintética, así como al estudio y manipulación de sistemas biológicos. A diferencia de la bioquímica, que implica el estudio de la química de las biomoléculas y la regulación de las vías bioquímicas dentro de las células y entre ellas, la biología química se ocupa de la química aplicada a la biología (síntesis de biomoléculas, simulación de sistemas biológicos, etc.).

## Introducción
Algunas formas de biología química intentan responder a las preguntas biológicas sondeando directamente los sistemas vivos a nivel químico. A diferencia de la investigación que utiliza la bioquímica, la genética o la biología molecular, en la que la mutagénesis puede proporcionar una nueva versión del organismo, la célula o la biomolécula de interés, la biología química sondea sistemas in vitro e in vivo con pequeñas moléculas que han sido diseñadas para un propósito específico o identificadas sobre la base de un cribado bioquímico o celular (véase la genética química).
La biología química es una de las diversas ciencias interdisciplinarias que tienden a diferir de los campos más antiguos y reduccionistas y cuyos objetivos son lograr una descripción del holismo científico. La biología química tiene raíces científicas, históricas y filosóficas en la química médica, la química supramolecular, la química bioorgánica, la farmacología, la genética, la bioquímica y la ingeniería metabólica.

## Sistemas de interés

### Técnicas de enriquecimiento para la proteómica
Los biólogos químicos trabajan para mejorar la proteómica mediante el desarrollo de estrategias de enriquecimiento, etiquetas de afinidad química y nuevas sondas. Las muestras para la proteómica suelen contener muchas secuencias de péptidos y la secuencia de interés puede estar muy representada o ser de baja abundancia, lo que crea una barrera para su detección. Los métodos de biología química pueden reducir la complejidad de las muestras mediante el enriquecimiento selectivo utilizando lacromatografía de afinidad. Esto implica la detección de un péptido con una característica distintiva, como una etiqueta de biotina o una modificación post-traducción. Se han desarrollado métodos que incluyen el uso de anticuerpos, lectinas para capturar glicoproteínas e iones metálicos inmovilizados para capturar péptidos fosforilados y sustratos de enzimas para capturar enzimas seleccionadas.

### Sondas enzimáticas
Para investigar la actividad enzimática en contraposición a la proteína total, se han desarrollado reactivos basados en la actividad para etiquetar la forma enzimáticamente activa de las proteínas (véase Proteómica basada en la actividad). Por ejemplo, los inhibidores de la hidrolasa de la serina y la proteasa de la cisteína se han convertido en inhibidores del suicidio. Esta estrategia aumenta la capacidad de analizar selectivamente los componentes de baja abundancia mediante la selección directa. La actividad de las enzimas también puede ser monitoreada a través del sustrato convertido. La identificación de los sustratos de las enzimas es un problema de gran dificultad en la proteómica y es vital para la comprensión de las vías de transducción de señales en las células. Un método que se ha desarrollado utiliza cinasas «sensibles a los análogos» para etiquetar los sustratos utilizando un análogo del ATP no natural, facilitando la visualización y la identificación a través de un mango único.

### Glicobiología
Si bien el ADN, el ARN y las proteínas están codificados a nivel genético, los glicanos (polímeros de azúcar) no están codificados directamente desde el genoma y hay menos herramientas disponibles para su estudio. Por consiguiente, la glicobiología es una esfera de investigación activa para los biólogos químicos. Por ejemplo, se puede suministrar a las células variantes sintéticas de azúcares naturales para investigar su función. El grupo de investigación de Carolyn Bertozzi ha desarrollado métodos para que las moléculas de la superficie de las células reaccionen de forma específica en cada lugar a través de azúcares sintéticos.

### Química combinatoria
Los biólogos químicos utilizaron la síntesis automatizada de diversas bibliotecas de moléculas pequeñas para realizar análisis de alto rendimiento de los procesos biológicos. Tales experimentos pueden conducir al descubrimiento de pequeñas moléculas con propiedades antibióticas o quimioterapéuticas. Estos enfoques de química combinatoria son idénticos a los empleados en la disciplina de la farmacología.

### Empleando la biología
Muchos programas de investigación también se centran en el empleo de biomoléculas naturales para realizar tareas biológicas o para apoyar un nuevo método químico. En este sentido, los investigadores de la biología química han demostrado que el ADN puede servir como plantilla para la química sintética, las proteínas autoensambladas pueden servir como andamiaje estructural para nuevos materiales, y el ARN puede evolucionar in vitro para producir una nueva función catalítica. Además, las pequeñas moléculas sintéticas heterobifuncionales (de dos caras), como los dimerizadores o los PROTAC, unen dos proteínas en el interior de las células, lo que puede inducir sintéticamente nuevas e importantes funciones biológicas, como la degradación de proteínas específicas.

### Síntesis de péptidos
La síntesis química de las proteínas es una herramienta valiosa en la biología química, ya que permite la introducción de aminoácidos no naturales, así como la incorporación específica de residuos de «modificaciones postraduccionales» como la fosforilación, la glicosilación, la acetilación e incluso la ubicuidad. Estas capacidades son valiosas para los biólogos químicos, ya que los aminoácidos no naturales pueden utilizarse para investigar y alterar la funcionalidad de las proteínas, mientras que las modificaciones postraduccionales son ampliamente conocidas por regular la estructura y la actividad de las proteínas. Aunque se han desarrollado técnicas estrictamente biológicas para lograr estos fines, la síntesis química de los péptidos suele tener una barrera técnica y práctica menor para obtener pequeñas cantidades de la proteína deseada.
Para crear cadenas de polipéptidos del tamaño de una proteína a través de los pequeños fragmentos de péptidos obtenidos por síntesis, los biólogos químicos utilizan el proceso de ligadura química nativa. La ligadura química nativa implica el acoplamiento de un tioéster C-terminal y un residuo de cisteína N-terminal, lo que finalmente resulta en la formación de un enlace de amida «nativo». Otras estrategias que se han utilizado para la ligadura de fragmentos de péptidos mediante la química de transferencia de acilos introducida por primera vez con la ligadura química nativa son la ligadura de proteínas expresadas, las técnicas de sulfurización/desulfurización y el uso de auxiliares de tiol extraíbles. La ligadura de proteínas expresadas permite la instalación biotecnológica de un tioéster C-terminal utilizando inteínas, lo que permite el apéndice de un péptido N-terminal sintético a la porción C-terminal producida recombinantemente. Tanto las técnicas de sulfurización/desulfurización como el uso de auxiliares de tiol extraíbles implican la instalación de una fracción de tiol sintético para llevar a cabo la química de ligadura química nativa estándar, seguida de la eliminación del auxiliar/tiol. 

### Evolución dirigida
Un objetivo primordial de la ingeniería de proteínas es el diseño de nuevos péptidos o proteínas con una estructura y actividad química deseadas. Debido a que nuestro conocimiento de la relación entre la secuencia primaria, la estructura y la función de las proteínas es limitado, el diseño racional de nuevas proteínas con actividades de ingeniería es extremadamente desafiante. En la evolución dirigida, los ciclos repetidos de diversificación genética seguidos de un proceso de selección o cribado, pueden utilizarse para imitar la selección natural en el laboratorio para diseñar nuevas proteínas con una actividad deseada.
Existen varios métodos para crear grandes bibliotecas de variantes de secuencias. Entre los más utilizados se encuentran el sometimiento del ADN a la radiación UV o a mutagénicos químicos, la PCR propensa a errores, los codones degenerados o la recombinación. Una vez que se crea una gran biblioteca de variantes, se utilizan técnicas de selección o cribado para encontrar mutantes con un atributo deseado. Entre las técnicas de selección o cribado más comunes se incluyen el FACS, la visualización del ARNm, la visualización de fagos y la compartimentación in vitro. Una vez que se encuentran variantes útiles, su secuencia de ADN se amplifica y se somete a nuevas rondas de diversificación y selección. 
El desarrollo de los métodos de evolución dirigida fue honrado en 2018 con la concesión del Premio Nobel de Química a Frances Arnold por la evolución de las enzimas, y a George Smith y Gregory Winter por la visualización de fagos.

### Reacciones bio-ortogonales
El éxito en el etiquetado de una molécula de interés requiere una funcionalización específica de esa molécula para que reaccione químicamente con una sonda óptica. Para que un experimento de etiquetado se considere robusto, esa funcionalización debe perturbar mínimamente el sistema. Lamentablemente, estos requisitos suelen ser difíciles de cumplir. Muchas de las reacciones de las que normalmente disponen los químicos orgánicos en el laboratorio no están disponibles en los sistemas vivos. Las reacciones sensibles al agua y al redox no se producirían, los reactivos propensos al ataque nucleófilo no ofrecerían ninguna quimioespecificidad y cualquier reacción con grandes barreras cinéticas no encontraría suficiente energía en el entorno de calor relativamente bajo de una célula viva. Así pues, los químicos han desarrollado recientemente un panel de química bioortogonal que procede químicamente, a pesar del entorno de materiales reactivos de distracción in vivo.
El acoplamiento de una sonda a una molécula de interés debe producirse en un plazo razonablemente corto; por lo tanto, la cinética de la reacción de acoplamiento debe ser muy favorable. La química del clic es muy adecuada para llenar este nicho, ya que las reacciones de clic son rápidas, espontáneas, selectivas y de alto rendimiento. Desafortunadamente, la más famosa «reacción de clic», una cicatrización [3+2] entre una azida y un alquino acíclico, está catalizada por el cobre, lo que plantea un serio problema para su uso in vivo debido a la toxicidad del cobre.
Para evitar la necesidad de un catalizador, el laboratorio de Carolyn R. Bertozzi introdujo una cepa inherente en la especie de alquinos utilizando un alquino cíclico. En particular, el ciclocino reacciona con moléculas de azido con un vigor distintivo.
El método más común de instalar la reactividad bioortogonal en una biomolécula objetivo es a través del etiquetado metabólico. Las células se sumergen en un medio en el que el acceso a los nutrientes se limita a los análogos sintéticos modificados de los combustibles estándar, como los azúcares. Como consecuencia, estas biomoléculas alteradas se incorporan a las células de la misma manera que los metabolitos no modificados. A continuación, se incorpora una sonda al sistema para obtener una imagen del destino de las biomoléculas alteradas. Otros métodos de funcionalización incluyen la inserción enzimática de azidas en las proteínas y la síntesis de fosfolípidos conjugados con cicloctilos.

### Descubrimiento de biomoléculas a través de la metagenómica
Los avances en las modernas tecnologías de secuenciación a finales del decenio de 1990 permitieron a los científicos investigar el ADN de las comunidades de organismos en su entorno natural («eDNA»), sin cultivar especies individuales en el laboratorio. Este enfoque metagenómico permitió a los científicos estudiar una amplia selección de organismos que antes no se caracterizaban debido en parte a una condición de crecimiento incompetente. Entre las fuentes de eDNA figuran los suelos, el océano, el subsuelo, las fuentes termales, las fuentes hidrotermales, los casquetes polares, los hábitats hipersalinos y los entornos de pH extremo. De las muchas aplicaciones de la metagenómica, investigadores como Jo Handelsman, Jon Clardy y Robert M. Goodman, exploraron enfoques metagenómicos para el descubrimiento de moléculas biológicamente activas como los antibióticos.

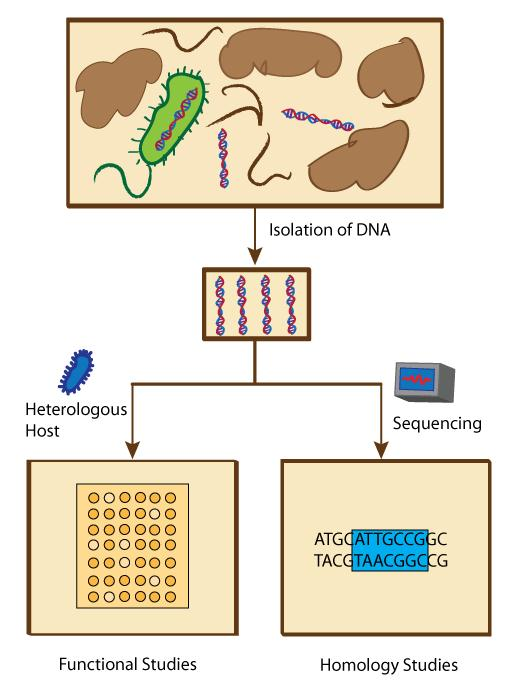
Visión general de los métodos metagenómicos

Se han utilizado estrategias de evaluación funcional u homológica para identificar los genes que producen pequeñas moléculas bioactivas. Los estudios de metagenómica funcional están diseñados para buscar fenotipos específicos que se asocian con moléculas con características específicas. Los estudios metagenómicos de homología, por otra parte, están diseñados para examinar los genes a fin de identificar las secuencias conservadas que están previamente asociadas con la expresión de moléculas biológicamente activas.
Los estudios metagenómicos funcionales permiten descubrir nuevos genes que codifican moléculas biológicamente activas. Estos ensayos incluyen ensayos de superposición de agar superior en los que los antibióticos generan zonas de inhibición del crecimiento contra los microbios de prueba, y ensayos de pH que pueden detectar el cambio de pH debido a las moléculas recién sintetizadas utilizando el indicador de pH en una placa de agar. La detección de la expresión de genes inducida por sustratos (SIGEX), un método de detección de la expresión de genes inducidos por compuestos químicos, también se ha utilizado para buscar genes con funciones específicas. Los estudios metagenómicos basados en la homología han permitido descubrir rápidamente genes que tienen secuencias homólogas a los genes anteriormente conocidos que son responsables de la biosíntesis de las moléculas biológicamente activas. Tan pronto como se secuencian los genes, los científicos pueden comparar miles de genomas bacterianos simultáneamente. La ventaja con respecto a los ensayos de metagenómica funcional es que los estudios de metagenómica homóloga no requieren un sistema de organismo anfitrión para expresar los metagenomas, por lo que este método puede ahorrar potencialmente el tiempo dedicado a analizar genomas no funcionales. Esto también condujo al descubrimiento de varias proteínas nuevas y pequeñas moléculas. Además, un examen in silico del Estudio Metagenómico Mundial del Océano encontró 20 nuevas ciclasas lantibióticas.

### Kinasas
La modificación postraduccional de las proteínas con grupos de fosfato por las cinasas es un paso regulador clave en todos los sistemas biológicos. Los eventos de fosforilación, ya sea la fosforilación por cinasas de proteínas o la desfosforilación por fosfatasas, dan lugar a la activación o desactivación de las proteínas. Estos eventos tienen un impacto en la regulación de las vías fisiológicas, lo que hace que la capacidad de disección y estudio de estas vías sea esencial para comprender los detalles de los procesos celulares. Hay una serie de problemas —a saber, el mero tamaño del fosfoproteoma, la naturaleza fugaz de los acontecimientos de fosforilación y las limitaciones físicas conexas de las técnicas biológicas y bioquímicas clásicas— que han limitado el avance de los conocimientos en esta esfera.
Mediante el uso de pequeños moduladores de moléculas de proteínas cinasas, los biólogos químicos han logrado comprender mejor los efectos de la fosforilación de las proteínas. Por ejemplo, los inhibidores de la cinasa no selectivos y selectivos, como una clase de compuestos de piridinilimidazol, son potentes inhibidores útiles en la disección de las vías de señalización de la cinasa MAP. Estos compuestos de piridinilimidazol funcionan apuntando a la bolsa de unión del ATP. Aunque este enfoque, así como otros enfoques conexos, con ligeras modificaciones, han demostrado su eficacia en varios casos, estos compuestos carecen de la especificidad adecuada para aplicaciones más generales. Otra clase de compuestos, los inhibidores basados en mecanismos, combina el conocimiento de la enzimología de la cinasa con motivos de inhibición utilizados anteriormente. Por ejemplo, un «análogo de bisubstrato» inhibe la acción de la cinasa al unir tanto la bolsa de unión de ATP conservada como un sitio de reconocimiento de proteínas y péptidos en la cinasa específica. Los grupos de investigación también utilizaron los análogos del ATP como sondas químicas para estudiar las cinasas e identificar sus sustratos.
El desarrollo de nuevos medios químicos para incorporar los aminoácidos fosfomiméticos en las proteínas ha proporcionado una importante comprensión de los efectos de los acontecimientos de fosforilación. Los eventos de fosforilación se han estudiado típicamente mutando un sitio de fosforilación identificado (serina, treonina o tirosina) a un aminoácido, como la alanina, que no puede ser fosforilado. Sin embargo, estas técnicas tienen limitaciones y los biólogos químicos han desarrollado formas mejoradas de investigar la fosforilación de las proteínas. Mediante la instalación de mímicas de fosforeína, fosfotrionina o fosfonato análogo en las proteínas nativas, los investigadores pueden realizar estudios in vivo para investigar los efectos de la fosforilación, extendiendo la cantidad de tiempo en que se produce un evento de fosforilación y minimizando los efectos, a menudo desfavorables, de las mutaciones. La ligadura de proteínas expresadas, ha demostrado ser una técnica exitosa para producir sintéticamente proteínas que contienen moléculas fosfomiméticas en cualquiera de las dos terminales. Además, los investigadores han utilizado la mutagénesis de aminoácidos antinaturales en los sitios elegidos dentro de una secuencia peptídica.
Los avances en biología química también han mejorado las técnicas clásicas de imagen de la acción de la cinasa. Por ejemplo, el desarrollo de biosensores peptídicos —péptidos que contienen fluoróforos incorporados— mejoró la resolución temporal de los ensayos de unión in vitro. Una de las técnicas más útiles para estudiar la acción de la cinasa es la FRET. Para utilizar FRET para estudios de fosforilación, las proteínas fluorescentes están acopladas tanto a un dominio de unión de fosfoaminoácidos como a un péptido que puede ser fosforilado. Al fosforilar o desfosforilar un péptido sustrato, se produce un cambio de conformación que resulta en un cambio en la fluorescencia. El FRET también se ha utilizado en tándem con la Microscopia de Imágenes de Fluorescencia durante la Vida (FLIM) o con anticuerpos conjugados fluorescentemente y con la citometría de flujo para proporcionar resultados cuantitativos con una excelente resolución temporal y espacial.

### Fluorescencia biológica
Los biólogos químicos suelen estudiar las funciones de las macromoléculas biológicas mediante técnicas de fluorescencia. La ventaja de la fluorescencia frente a otras técnicas reside en su alta sensibilidad, su no invasividad, su detección segura y su capacidad para modular la señal de fluorescencia. En los últimos años, el descubrimiento de la proteína verde fluorescente (GFP) por Roger Y. Tsien y otros, los sistemas híbridos y los puntos cuánticos han permitido evaluar con mayor precisión la ubicación y la función de las proteínas. Se utilizan tres tipos principales de fluoróforos: pequeños tintes orgánicos, proteínas verdes fluorescentes y puntos cuánticos. Los pequeños tintes orgánicos suelen ser de menos de 1 kDa, y se han modificado para aumentar la fotoestabilidad y el brillo, y reducir el autoapagado. Los puntos cuánticos tienen longitudes de onda muy agudas, alta absorción molar y rendimiento cuántico. Tanto los tintes orgánicos como los tintes cuánticos no tienen la capacidad de reconocer la proteína de interés sin la ayuda de anticuerpos, por lo que deben utilizar el inmunoetiquetado. Las proteínas fluorescentes están genéticamente codificadas y pueden fusionarse con la proteína de interés. Otra técnica de marcado genético es el sistema biarsenical de tetracisteína, que requiere la modificación de la secuencia objetivo que incluye cuatro cisteínas, que se unen a las moléculas biarsenicales permeables a la membrana, los colorantes verde y rojo «FlAsH» y «ReAsH», con afinidad picomolar. Tanto las proteínas fluorescentes como la tetracisteína biarsenical pueden expresarse en células vivas, pero presentan grandes limitaciones en la expresión ectópica y podrían causar una pérdida de función.
Se han utilizado técnicas fluorescentes para evaluar una serie de dinámicas de las proteínas, como el seguimiento de las proteínas, los cambios de conformación, las interacciones entre proteínas, la síntesis y la renovación de las proteínas y la actividad de las enzimas, entre otras. Tres enfoques generales para medir la redistribución y difusión de la red de proteínas son el rastreo de una sola partícula, la espectroscopia de correlación y los métodos de fotomarcado. En el seguimiento de una sola partícula, la molécula individual debe ser lo suficientemente brillante y dispersa como para ser rastreada de un vídeo a otro. La espectroscopia de correlación analiza las fluctuaciones de intensidad resultantes de la migración de objetos fluorescentes hacia y desde un pequeño volumen en el foco de un láser. En el fotomarcado, una proteína fluorescente puede ser secuenciada en un área subcelular con el uso de una intensa iluminación local y el destino de la molécula marcada puede ser visualizado directamente. Michalet y sus compañeros de trabajo utilizaron puntos cuánticos para el seguimiento de una sola partícula usando puntos cuánticos de biotina en las células HeLa. Una de las mejores maneras de detectar cambios conformacionales en las proteínas es etiquetar la proteína de interés con dos fluoróforos en estrecha proximidad. FRET responderá a los cambios conformacionales internos resultantes de la reorientación de un fluoróforo con respecto al otro. También se puede utilizar la fluorescencia para visualizar la actividad de las enzimas, típicamente utilizando una proteómica basada en la actividad saciada (qABP). La unión covalente de una qABP al sitio activo de la enzima objetivo proporcionará evidencia directa sobre si la enzima es responsable de la señal al liberar el apagador y recuperar la fluorescencia.

### Revistas
- ACS Chemical Biology: la nueva revista de Biología Química de la Sociedad Americana de Química.
- Bioorganic & Medicinal Chemistry, The Tetrahedron Journal for Research at the Interface of Chemistry and Biology.
- ChemBioChem: una revista europea de biología química.
- Chemical Biology: un punto de acceso a las noticias e investigaciones de biología química de toda la editorial RSC.
- chembiol.comCell Chemical Biology: una revista interdisciplinaria que publica artículos de excepcional interés en todas las áreas en la interfaz entre la química y la biología.
- Journal of Chemical Biology: una nueva revista que publica trabajos y reseñas novedosas en la interfaz entre la biología y las ciencias físicas, publicada por Springer.
- Journal of the Royal Society Interface: una publicación interdisciplinaria que promueve la investigación en la interfaz entre las ciencias físicas y las ciencias de la vida.
- Molecular BioSystems: una revista de biología química con especial atención a la interfaz entre la química y las ciencias económicas y la biología de sistemas.
- Nature Chemical Biology: una revista mensual multidisciplinar que proporciona un foro internacional para la publicación oportuna de nuevas investigaciones significativas en la interfaz entre la química y la biología.
- Enciclopedia Wiley de Biología Química.

- Datos: Q731154
- Multimedia: Chemical biology / Q731154